# 刘增钰
刘增钰（1919年8月3日—2022年12月20日），山西昔阳人，中国人民解放军少将，北京卫戍区正军职离休干部、原总参谋部测绘局副政委。

## 生平
刘增钰1918年8月3日生于山西省昔阳县沾尚镇。1937年6月专科毕业，由于品学兼优、英语满分，刘增钰被保送到燕京大学。到达北平之后，他临时决定报考清华大学历史系。不久，七七事变爆发，所有学校停止招生。他离开北平，回到山西投笔从戎。1937年8月入伍，被编入八路军129师独立支队。1937年9月加入中国共产党，历任班长、排长、连长、宣教股长、政治教导员、独立营政委，第九航空学校政委，总参谋部测绘局政治部主任等职。
2022年12月20日，刘增钰因病于北京逝世，享年103岁。讣告刊登在2023年2月17日的《解放军报》。